# 조슈번
조슈번(일본어: 長州藩 조슈한[*])은 지금의 야마구치현에 해당하는 스오국과 나가토국의 2개 구니를 지배했던 일본 에도 시대의 번이다. 번주는 도자마 다이묘 모리씨(毛利氏)로, 가격(家格)은 국주격(国主格)에 해당되었다.
번청은 오랫동안 하기성에 두었기 때문에 하기번(萩藩)으로 표기하는 경우도 있었으나, 막말에는 스오국의 야마구치에 있었던 정사당(政事堂)으로 번청을 옮겼기 때문에 스오 야마구치번(周防山口藩)으로 표기하는 경우도 있다. 일반적으로 하기번・야마구치번 시대를 통틀어 「조슈번」으로 표기하는 경우가 많다.
막말에는 사쓰마번과 함께 도막운동의 중심이 되었고, 메이지 유신 이후에는 많은 정치인을 배출하여 「조슈벌(長州閥)」을 형성했다. 「조슈벌」은 당시 일본의 정치를 지배한 번벌 정치(藩閥政治)의 영향으로 형성된 정치 세력이었다.

## 역사

### 센고쿠 시대와 아즈치모모야마 시대
센고쿠 시대의 모리 모토나리의 후손들이 세운 번으로, 모토나리는 대부분의 주코쿠 지방에 자신의 영향력을 행사할 수 있었다. 모토나리의 사망 이후, 그의 손자였던 모리 데루모토는 다이묘가 되었고, 도요토미 히데요시와 전략적 동맹을 맺었다. 히데요시의 죽음 이후 도쿠가와 이에야스와 이시다 미쓰나리가 1600년 세키가하라 전투에서 서로 충돌했다. 모리 데루모토는 도요토미 가문의 동맹이었고, 도요토미가문에 충성하는 사람들을 대표하였지만, 모리 데루모토는 세키가하라 전투 당시 명확하게 도요토미 편에 서지 않았다. 데루모토의 사촌이었던 깃카와 히로이에는 도쿠가와 이에야스와 협상을 해 15,000명의 모리군을 전투에 참가시키지 않았으며, 데루모토의 입양된 사촌인 고바야카와 히데아키는 15,600명의 병력을 데리고 미쓰나리를 배신한 뒤 이에야스에게 붙었다. 그리고 데루모토 자신은 이에야스에게 확언을 받은 뒤, 오사카성에서 싸움 한 번 하지 않고 성을 이에야스에게 넘겼다.

## 역대 번주
- 모리 데루모토(毛利輝元) 재위 1600년 ~ 1623년

1. 모리 히데나리(毛利秀就) 재위 1623년 ~ 1651년
2. 모리 쓰나히로(毛利綱広) 재위 1651년 ~ 1682년
3. 모리 요시나리(毛利吉就) 재위 1682년 ~ 1694년
4. 모리 요시히로(毛利吉広) 재위 1694년 ~ 1707년
5. 모리 요시모토(毛利吉元) 재위 1707년 ~ 1731년
6. 모리 무네히로(毛利宗広) 재위 1731년 ~ 1751년
7. 모리 시게타카(毛利重就) 재위 1751년 ~ 1782년
8. 모리 하루치카(毛利治親) 재위 1782년 ~ 1791년
9. 모리 나리후사(毛利斉房) 재위 1791년 ~ 1809년
10. 모리 나리히로(毛利斉熙) 재위 1809년 ~ 1824년
11. 모리 나리모토(毛利斉元) 재위 1824년 ~ 1836년
12. 모리 나리토(毛利斉広) 재위 1836년
13. 모리 다카치카(毛利敬親) 재위 1837년 ~ 1869년
14. 모리 모토노리(毛利元徳) 재위 1869년

## 같이 보기
- 보신 전쟁
- 시모노세키 전쟁
- 번벌
- 웅번
- 삿초 동맹
- 정한론